# 希特雷島
希特雷島是俄羅斯的島嶼，屬於北地群島的一部分，位於十月革命島東北8.5公里的喀拉海，由克拉斯諾亞爾斯克邊疆區負責管轄，長0.8公里、寬0.2公里，最高點海拔高度10米，島上無人居住。